# Шелепівка
Шелепівка (рос. Шелеповка) — присілок в Великосолдатському районі Курської області Російської Федерації.
Населення становить 136 осіб. Входить до складу муніципального утворення Сторожевська сільрада.

## Історія
Населений пункт розташований на території українського етнічного та культурного краю Східна Слобожанщина.
Від 2004 року входить до складу муніципального утворення Сторожевська сільрада.

## Населення
| 2002 | 2010 |
| ---- | ---- |
| 151  | ↘136 |